# آدیل پالما
آدیل پالما لوپز (انگلیسی: Adiel Palma López؛ زادهٔ ۲۰ اوت ۱۹۷۰) بازیکن بیسبال اهل کوبا بود.